# Historia Poznania 1806–1815

## Nowa sytuacja polityczna

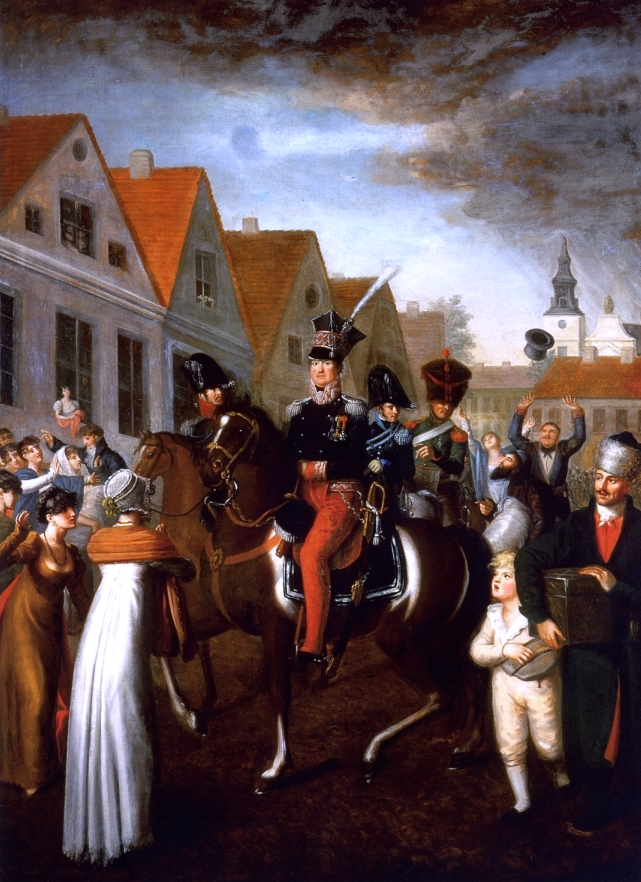
Wjazd Jana Henryka Dąbrowskiego do Poznania pędzla Jana Gładysza

Klęska Prus oraz wkroczenie Francuzów do Berlina, sprawiły, że realnym stało się odzyskanie przez Polskę niepodległości, szczególnie, że Napoleon Bonaparte sprzyjał Polakom jako naturalnym przeciwnikom państwa Pruskiego. Korzystając z kryzysu monarchii Hohenzollernów cesarz wysłał do Wielkopolski gen. Jana Henryka Dąbrowskiego i Józefa Wybickiego. Ich zadaniem oprócz zorganizowania władz tymczasowych w ogarniętych chaosem Prusach Południowych było zorganizowanie regularnej armii liczącej 20-30 tys. żołnierzy.
Na wieść o zbliżającej się armii francuskiej, w nocy z 1 na 2 listopada 1806, wojska pruskie, a wraz z nimi część wyższych urzędników, zwłaszcza Kamery i Rejencji wycofała się, zaś 3 listopada do miasta wkroczyła entuzjastycznie witana awangarda armii Napoleona. W związku z tym wytworzyła się luka, którą szybko zapełniły istniejące dotąd jako gabinet cieni władze tymczasowe na czele z Dąbrowskim i Wybickim.

## Działania władz tymczasowych
Nowa rzeczywistość polityczna nie pociągnęła za sobą gwałtownych zmian administracyjnych. Dąbrowski i Wybicki dążyli do zapobieżenia anarchii i walkom utrzymując dotychczasową strukturę władzy. Kamerę zastąpiła złożona z wielkopolskich możnych Komisja Wojewódzka. Zmieniono także wyższych urzędników miejskich. Jeszcze w listopadzie prezydentem został Dominik Kotecki, który pełnił już tę funkcję w I Rzeczypospolitej, zaś dyrektorem policji został Kazimierz Czochorn. Tymczasem urzędnicy niższego szczebla pozostali na swoich stanowiskach. Wymiany aparatu administracyjnego dokonywano stopniowo, a dotychczasowi urzędnicy mogli zachować swoje stanowiska pod warunkiem złożenia przysięgi wierności nowym władzom.

## Nowy ustrój
Powołana w styczniu 1807 r. Komisja Rządząca dokonała kolejnych zmian we władzach miasta. Korzystając z przedrozbiorowej "Ustawy o miastach" z kwietnia 1791 miasto podzielono na 3 wydziały, w których wybrano po 15 przedstawicieli. Zgromadzenie tych 45 przedstawicieli wybrało następnie 9 rajców. Nowa rada składała się niemal wyłącznie z Polaków. Jedynym przedstawicielem niemieckiej mniejszości był Tatzler, który objął urząd wiceprzewodniczącego rady miasta, a następnie także dyrektora policji.
Kolejne zmiany wprowadziła Konstytucja Księstwa Warszawskiego z 22 lipca 1807 r. Zmienił się przede wszystkim status mieszczan. Wzorowana na francuskiej, nowa ustawa zasadnicza nadała mieszczanom wolność osobistą i zrównała ich prawnie ze szlachtą. Tę sprawę głębiej regulował obowiązujący również w Księstwie Kodeks Napoleona, który wprowadził między innymi pełną swobodę handlu. Mieszczanie mogli odtąd uczestniczyć w pracach Sejmu na równi ze szlachtą. Co prawda ich przedstawicieli nie nazywano posłami a deputowanymi gmin, a i obór odbywał się nie na sejmiku a na odrębnych zgromadzeniach, jednak ich prawa i obowiązki pozostawały identyczne. Te same rady gmin, które wybierały deputowanych obierały również podwójną liczbę, czyli w przypadku Poznania 60, kandydatów na rajców, spośród których właściwego wyboru dokonywał król. W obradach zgromadzenia uczestniczyli posiadacze nieruchomości w mieście, oraz, co było nowością, przedstawiciele niektórych zawodów w tym inteligencja i wojskowi.
Konstytucja Księstwa ustanowiła również nowy ustrój władz miejskich. W przypadku Poznania miastem miał kierować prezydent mianowany przez króla, a podlegający prefektowi Departamentu Poznańskiego. Pomocą prezydentowi miało służyć trzech ławników i trzech dyrektorów policji. Ograniczono również poważnie funkcję rady miejskiej. Regulujący jej funkcję dekret z 10 lutego 1809 r., w którym zadania rady ograniczono do układania i kontroli realizacji budżetu miasta. Mogła ona, co prawda, zajmować się również innymi problemami gospodarczymi, ale utrudnione to zostało poprzez odgórne ustalenie, że rada zbiera się jedynie podczas trzech stałych, sześciodniowych posiedzeń w roku rozpoczynających się 1 kwietnia, 1 października i 1 grudnia. Na początku każdej sesji wybierano nowego przewodniczącego i sekretarza rady. Połowa członków rady wymieniana była co dwa lata.
Pierwszym prezydentem Poznania mianowanym przez króla został Milewski, lecz jeszcze w 1807 zastąpił do Bernard Rosse (zatwierdzony przez króla w 1808). W 1813 prezydentem został zaś Szymon Wroniecki.
Zasady dotyczące zgromadzeń gminnych uchwalono 19 grudnia 1807 r., zaś pierwsze takie zgromadzenie w Poznaniu, który stanowił jedną gminę, odbyło się 10 lutego 1809 r. w poznańskiej farze. Obradom przewodniczył doktor medycyny Rutter. Na tym zgromadzeniu, na wniosek prezydenta Rossego, wybrano deputowanego do sejmu Piotra Stremlera. Kolejne zgromadzenie miało miały miejsce w lutym 1811; dokonano na nim, zgodnie z prawem, wymiany połowy deputowanych. Ostatnie zgromadzenie miało miejsce 20 lipca 1812, kiedy to Poznań przystąpił do konfederacji mającej na celu połączenie wszystkich zaborów.
Ograniczeniu uległy natomiast prawa mniejszości żydowskiej. Co prawda z punktu widzenia Konstytucji nie różniły się one od praw innych wyznań, jednak dekret z 17 października 1808 r. zawiesił prawa obywatelskie tej mniejszości. Teoretycznie okres ten miał sprawdzić zdolności asymilacyjne tej grupy społecznej, jednak odizolowanie jej od życia politycznego przyniosło odwrotny skutek, a bogatszą warstwę Żydów nastawiło wręcz proprusko, gdyż w okresie Prus Południowych posiadała ona najszersze jak dotąd uprawnienia.

## Pobyt Napoleona
Począwszy od listopada 1806 aż do lutego 1807 Poznań leżał na trasie przemarszów licznych oddziałów wojskowych, a podczas kampanii pomorskiej 1807 r. otoczono tu opieką ponad 8 tys. rannych. Ponadto miasto stanowiło punkt zborny dla formujących się pułków polskich. Wszystko to obciążało miasto kwaterunkami i obowiązkowymi usługami na rzecz armii, dodatkowo opłacano nadal pochodzące z pruskich czasów podatki. Mimo to mieszczanie ochoczo wspierali sojusznicze armie. Przykładowo w pierwszych dniach przeprowadzono zbiórkę, która przyniosła 600 talarów.
Wraz z oddziałami w mieście zjawiali się wyżsi dowódcy, m.in. marszałkowie Louis Nicolas Davout i Joachim Murat. W końcu, 27 listopada do miasta wjechał sam Napoleon Bonaparte ze swoim sztabem. Z tej okazji miasto było co noc oświetlane pochodniami, a każdego wieczoru odbywały się liczne bale i przyjęcia. Cesarz na swoją siedzibę wybrał kolegium pojezuickie. Licznie przybywała wówczas do miasta szlachta, z jednej strony zwołana na pospolite ruszenie, a z drugiej chcąca zapewnić cesarza o swoim oddaniu. Również w Poznaniu, 10 grudnia 1806 r. cesarz przyjął delegację Elektoratu Hanoweru. Napoleon opuścił Poznań 12 grudnia 1806.
Przez następne miesiące Poznań nadal stanowił miejsce postoju oddziałów zmierzających na wschód, aż do podpisania traktatu tylżyckiego 7 lipca 1807 r.

## Sytuacja gospodarcza
Poznań pod względem gospodarczym zasadniczo się nie zmienił w okresie Księstwa Warszawskiego. Nadal stanowił siedzibę władz, tym razem departamentu, w tym prefekta. Umieszczono tu siedziby sądów karnego i cywilnego. Administracja zaczęła ulegać stopniowej polonizacji dzięki mianowaniu na kolejne stanowiska absolwentów Szkoły Głównej i Administracji w Warszawie uzupełnianej przez absolwentów poznańskiego gimnazjum.
Miasto nadal też stanowiło ważny węzeł komunikacyjny. Przebiegał tędy szlak z Warszawy do Drezna, które stanowiło siedzibę księcia warszawskiego a zarazem króla saskiego, a także droga do Berlina i dalej na zachód do Francji, tędy też kierował się główny szlak z Europy Zachodniej do Rosji.
Strategiczne położenie miasta sprawiło, że stacjonował w nim zawsze silny garnizon polski lub francuski, a najczęściej oba. Z jednej strony oddziały stanowiły poważne obciążenie dla budżetu, z drugiej natomiast strony, wraz z licznymi urzędnikami sprzyjały rozwojowi rzemiosła i handlu detalicznego, zwłaszcza towarami luksusowymi. Rozwijały się również usługi, zwłaszcza liczne kafeterie wzorowane na podobnych lokalach we Francji. Również dzięki nim rzemieślnicy znajdowali zbyt na swoje towary na rynku lokalnym. Zmalało natomiast, już i tak ograniczone, znaczenie cechów, gdyż aby prowadzić działalność produkcyjną wystarczyło wykupić w urzędzie odpowiednie świadectwo.
Podupadł natomiast handel hurtowy. Zakaz wywozu zboża, który wydano w celu zapewnienia aprowizacji wojsku, a także cła wwozowe wprowadzone przez Prusy w 1811 r. sprawiły, że prężny niegdyś eksport płodów rolnych niemal zamarł. W handlu dalekosiężnym ograniczenie stanowiła blokada kontynentalna. W związku z nią 28 stycznia 1811 w Poznaniu zniszczono dużą ilość angielskich towarów. Po pokoju w Tylży odnowiono natomiast kontakty z Rosją. Dotyczyło to szczególnie handlu suknem, którego co prawda w Poznaniu nie wytwarzano, jednak to tu dokonywano znacznej ilości transakcji dotyczących tego towaru.
W związku z taką sytuacją, handel detaliczny, którym zajmowali się głównie polscy kupcy pozostawał pomimo działań wojennych na stałym poziomie, podczas gdy doszło do upadku handlu hurtowego, będącego głównie zajęciem bogatych Żydów.
Zastój natomiast panował w przemyśle i budownictwie. Pomimo sprzyjających warunków w mieście przez cały okres Księstwa Warszawskiego nie powstała ani jedna manufaktura lub fabryka. Nie zbudowano też ani jednego budynku użyteczności publicznej ani nawet domu mieszkalnego. Jedyną znaczną inwestycją w infrastrukturę było zbudowanie mostu Chwaliszewskiego, gdyż wymagały tego potrzeby armii.
Obciążenia na rzecz wojska sprawiły, że finanse miasta zostały mocno nadszarpnięte. Liczne podatki nakładane przez administrację w celu utrzymania regularnych oddziałów, oraz bezpośrednie świadczenia w postaci kwaterunku i zaopatrzenia sprawiły, że pod koniec istnienia Księstwa dług miejskiej kasy wzrósł do 137 126 talarów.

## Ludność
Liczba mieszkańców w całym okresie Księstwa wzrosła jedynie nieznacznie. W 1815 zameldowanych było w Poznaniu 23 854 osoby. Dokonała się jednak pewna zmiana w stosunkach narodowościowych. Przede wszystkim w porównaniu z wiekami poprzednimi zmalała liczba ludności żydowskiej. Miały na to wpływ zarówno czynniki ekonomiczne jak i ograniczenie praw obywatelskich. Pomimo burzliwych czasów taką stabilizację można jednak uznać za oznakę siły organizmu miejskiego.

## Edukacja i życie kulturalne
Życie naukowe i kulturalne w mieście toczyło się nadal, jednak wojenna zawierucha osłabiła jego intensywność. Z sześciu szkół elementarnych działały dwie, jednak poznańskie gimnazjum nadal kształciło młodzież, głównie polską. Z gimnazjum związany był też Tomasz Szumski, który podtrzymywał tradycje wydawnicze, a także prowadził bibliotekę.
Do miasta przyjeżdżał również co roku Wojciech Bogusławski ze swoją trupą zapewniając obywatelom styczność z polskim teatrem. Zmalał natomiast wpływ na kulturę duchowieństwa, które przeżywało trudności w związku z kasatą majątków w okresie Prus Południowych.

## Okupacja rosyjska
Po klęsce w 1812 przez Poznań przeszła pobita armia francuska. Zatrzymał się tu także 12 grudnia 1812 Napoleon, jednak jego pobyt utrzymano w tajemnicy. W styczniu 1813 przybyli tu król Neapolu Joachim Murat, oraz wicekról Włoch Eugeniusz de Beauharnais. Wicekról opuścił miasto 12 lutego z ostatnimi oddziałami francuskimi, podczas gdy tego samego dnia do Poznania wkroczyły oddziały rosyjskie dowodzone przez hrabiego Woroncowa. Dowódca wojsk okupacyjnych wydał proklamację utrzymującą dotychczasową administrację i nakazującą kontynuowanie prac urzędnikom wszystkich szczebli. Również mianowany przez cara Aleksandra I cywilny administrator hrabia Łasknoj utrzymał całą dotychczasową administrację bez zmian. Miało to na celu zapewnienie sprawnych dostaw na rzecz armii rosyjskiej.
W latach 1813–1815 utrzymano zatem ograniczenia w handlu płodami rolnymi i wszystkie obciążenia ponoszone na rzecz wojsk, tym
razem okupacyjnych. Zawierucha wojenna pogorszyła jednak sytuację miasta, gdyż przez nią zamarł właściwie handel.
Gdy na kongresie wiedeńskim ważyły się losy Księstwa po Poznaniu krążyły plotki mówiące o przekształceniu całości państwa w Królestwo Polskie związane unią personalną z Rosją. Rozwiązanie to, w porównaniu z inkorporacją do Prus traktowano jako dobre i w tej intencji odprawiano nawet nabożeństwa. Złudzenia rozwiał jednak patent Fryderyka Wilhelma III, który ogłosił przejęcie przez państwo pruskie departamentu poznańskiego i bydgoskiego. Krótko po tym akcie do miasta wkroczyły wojska pruskie pod dowództwem gen. von Tümena.